# 肖恩·文迪
肖恩·文迪（英語：Sean Vendy，1996年5月18日—），英格蘭男子羽毛球運動員。

## 簡歷
肖恩·文迪生於蘇格蘭奥克尼的首府和最大的城鎮柯克沃尔，在5歲的時候開始接觸羽毛球運動，並與Fraser Gorn搭檔參加比賽；到7歲移居到英格蘭，便在那兒加入羽毛球俱樂部，曾赢得11歲以下的全國冠軍。
2014年8月，肖恩·文迪出戰斯洛伐克公開賽，與本·莱恩合作赢得男子雙打冠軍。

## 主要比賽成績
只列出曾進入準決賽的國際賽事成績：
| 年份   | 賽事                       | 公開賽級別 | 項目     | 拍檔      | 成績   |
| ------ | -------------------------- | ---------- | -------- | --------- | ------ |
| 2014年 | 斯洛伐克羽毛球公開賽       | 未來系列賽 | 男子雙打 | 本·莱恩   | 冠軍   |
| 2015年 | 歐洲青年羽毛球錦標賽       | 其他       | 混合團體 | －        | 亞軍   |
| 2015年 | 歐洲青年羽毛球錦標賽       | 其他       | 男子雙打 | 本·莱恩   | 亞軍   |
| 2016年 | 冰島羽毛球國際賽           | 國際系列賽 | 男子雙打 | 本·莱恩   | 亞軍   |
| 2016年 | 斯洛文尼亞羽毛球國際賽     | 國際系列賽 | 男子雙打 | 本·莱恩   | 準決賽 |
| 2016年 | 斯洛文尼亞羽毛球國際賽     | 國際系列賽 | 混合雙打 | 莎拉·沃克 | 準決賽 |
| 2017年 | 捷克羽毛球公開賽           | 國際挑戰賽 | 男子雙打 | 本·莱恩   | 亞軍   |
| 2017年 | 蘇格蘭羽毛球大獎賽         | 大獎賽     | 男子雙打 | 本·莱恩   | 準決賽 |
| 2017年 | 意大利羽毛球國際賽         | 國際挑戰賽 | 男子雙打 | 本·莱恩   | 準決賽 |
| 2018年 | 歐洲羽毛球男女子團體錦標賽 | 其他       | 男子團體 | －        | 亞軍   |
| 2018年 | 蘇格蘭羽毛球公開賽         | 超級100賽  | 男子雙打 | 本·莱恩   | 準決賽 |
| 2019年 | 波蘭羽毛球公開賽           | 國際挑戰賽 | 男子雙打 | 本·萊恩   | 亞軍   |
| 2019年 | 丹麥羽毛球國際賽           | 國際挑戰賽 | 男子雙打 | 本·萊恩   | 亞軍   |
| 2019年 | 哈爾科夫羽毛球國際賽       | 國際挑戰賽 | 男子雙打 | 本·萊恩   | 冠軍   |
| 2019年 | 比利時羽毛球國際賽         | 國際挑戰賽 | 男子雙打 | 本·莱恩   | 冠軍   |
| 2019年 | 薩洛盧羽毛球公開賽         | 超級100賽  | 男子雙打 | 本·莱恩   | 準決賽 |
| 2020年 | 丹麥羽毛球公開賽           | 超級750賽  | 男子雙打 | 本·莱恩   | 準決賽 |
| 2020年 | 世界羽聯世界巡迴賽總決賽   | 總決賽     | 男子雙打 | 本·莱恩   | 準決賽 |
| 2021年 | 奧爾良羽毛球大師賽         | 超級100賽  | 男子雙打 | 本·莱恩   | 冠軍   |
| 2022年 | 歐洲羽毛球錦標賽           | 其他       | 男子雙打 | 本·莱恩   | 季軍   |
| 2022年 | 英聯邦運動會羽毛球比賽     | 其他       | 男子雙打 | 本·萊恩   | 銀牌   |
| 2022年 | 法國羽毛球公開賽           | 超級750賽  | 男子雙打 | 本·萊恩   | 準決賽 |
| 2022年 | 海洛羽球公開賽             | 超級300賽  | 男子雙打 | 本·萊恩   | 準決賽 |
| 2023年 | 歐洲羽毛球混合團體錦標賽   | 其他       | 混合團體 | －        | 季軍   |
| 2023年 | 瑞士羽毛球公開賽           | 超級300賽  | 男子雙打 | 本·萊恩   | 準決賽 |
| 2023年 | 歐洲運動會羽毛球比賽       | 其他       | 男子雙打 | 本·萊恩   | 銀牌   |
| 2023年 | 賽義德·莫迪羽毛球國際賽    | 超級300賽  | 男子雙打 | 本·萊恩   | 準決賽 |
| 2024年 | 歐洲羽毛球男女子團體錦標賽 | 其他       | 男子團體 | －        | 季軍   |
| 2024年 | 瑞士羽毛球公開賽           | 超級300賽  | 男子雙打 | 本·萊恩   | 冠軍   |
| 2024年 | 歐洲羽毛球錦標賽           | 其他       | 男子雙打 | 本·萊恩   | 季軍   |
| 2024年 | 美國羽毛球公開賽           | 超級300賽  | 男子雙打 | 本·萊恩   | 準決賽 |
| 2024年 | 加拿大羽毛球公開賽         | 超級500賽  | 男子雙打 | 本·萊恩   | 亞軍   |
| 2024年 | 海洛羽毛球公開賽           | 超級300賽  | 男子雙打 | 本·萊恩   | 冠軍   |
| 2025年 | 歐洲羽毛球混合團體錦標賽   | 其他       | 混合團体 | －        | 季軍   |
| 2025年 | 德國羽毛球公開賽           | 超級300賽  | 男子雙打 | 本·萊恩   | 準決賽 |

| 2007-2017年 | 首要超級賽 | 超級賽 | 黃金大獎賽 | 大獎賽 | 國際挑戰賽 | 國際系列賽 | 未來系列賽 | 其他 |

| 2018-2026年 | 總決賽 | 超級1000賽 | 超級750賽 | 超級500賽 | 超級300賽 | 超級100賽 | 國際挑戰賽 | 國際系列賽 | 未來系列賽 | 其他 |

### 奧運會和世錦賽參賽紀錄
|          | 搭檔    | 2019 | 2020       | 2021 | 2022 | 2023 | 2024       |
| -------- | ------- | ---- | ---------- | ---- | ---- | ---- | ---------- |
| 男子雙打 | 本·莱恩 | 48強 | 小組第四名 | 32強 | 8強  | 32強 | 小組第三名 |